# Belvosia hirta
Belvosia hirta är en tvåvingeart som först beskrevs av Robineau-desvoidy 1830.  Belvosia hirta ingår i släktet Belvosia och familjen parasitflugor.
Artens utbredningsområde är Frankrike. Inga underarter finns listade i Catalogue of Life.